# Szabó Milán
Szabó Milán Gábor (Vác, 1990. december 28. –) magyar sílövő, sífutó, tizennégyszeres felnőtt magyar bajnok, olimpikon.

## Sportpályafutása
Sírollerben (a sífutás nyári változatában) 2003-ban serdülő korosztályban világkupát nyert, 2007-ben az ifjúsági korosztályos világkupán hatodik lett.
A 2011-es biatlon nyári Európa-bajnokságon összetettben harmadik, a 2012-es sílövő-világbajnokságon egyéniben száztizedik, sprint számban százhetedik lett. A 2013-as északisí-világbajnokságon sífutásban 10 km-en a tizenkilencedik, míg ugyanebben az évben az Európa-kupán hatodik helyezést ért el.
A 2014. évi téli olimpiai játékokon sífutóként 15 km-en 78., sprintben 73. lett.

## Díjai, elismerései
- Az év magyar sífutója (2014[1])